# Trocianek
Trocianek – staw w Polsce, położony w województwie warmińsko-mazurskim, w powiecie szczycieńskim, w gminie Szczytno, na wschód od wsi Sasek Wielki. W dużej części zarośnięty.
Dane: powierzchnia: 0,7 ha, pojemność: 7 tys. m³.